# من أجل حفنة دولارات
من أجل حفنة دولارات (بالإيطالية: Per un pugno di dollari)‏ فيلم من نوع وسترن سباغيتي صدر سنة 1964 أخرجه سرجيو ليون من بطولة كلينت إيستوود. كان هذا الفيلم الأول في ثلاثية الدولار والتي ضمت أيضا فيلم ومن أجل دولارات أخرى (Per qualche dollaro in più) صدر سنة 1965 وفيلم الطيب والشرس والقبيح (Il buono, il brutto, il cattivo - 1965). ويعتبر إعادة لفيلم يوجيمبو.

## وصلات خارجية
- من أجل حفنة دولارات على موقع IMDb (الإنجليزية)
- من أجل حفنة دولارات على موقع ميتاكريتيك (الإنجليزية)
- من أجل حفنة دولارات على موقع الموسوعة البريطانية (الإنجليزية)
- من أجل حفنة دولارات على موقع روتن توميتوز (الإنجليزية)
- من أجل حفنة دولارات على موقع نتفليكس (الإنجليزية)
- من أجل حفنة دولارات على موقع قاعدة بيانات الأفلام العربية
- من أجل حفنة دولارات على موقع ألو سيني (الفرنسية)
- من أجل حفنة دولارات على موقع Turner Classic Movies (الإنجليزية)
- من أجل حفنة دولارات على موقع أول موفي (الإنجليزية)
- من أجل حفنة دولارات على موقع بوكس أوفيس موجو (الإنجليزية)